# Codium
Codium je rod morskih zelenih algi iz reda Bryopsidales. Najčešće se može naći uz stjenovite obale. Često ih jedu morski puževi. Rod sadrži oko 125 vrsta.

## Opis
Talus je spužvast, pričvršćen za stijene ili školjke gustom mrežom rizoida. Veličina mu varira između 1 centimetra i 10 metara. Unutrašnja struktura sastavljena je od bezbojne medulle u kojoj su gusto isprepletene cjevčice i zeleni palisadni sloj vezikula zvanih utrikuli. 

## Priznate vrste
1. Codium acuminatum O.Schmidt
2. Codium adhaerens C.Agardh
3. Codium afaqhusainii M.Nizamuddin
4. Codium aliyae M.Nizamuddin
5. Codium amplivesiculatum Setchell & N.L.Gardner
6. Codium apiculatum P.C.Silva, M.E.Chacana & H.B.S Womersley
7. Codium arabicum Kützing
8. Codium arenicola M.E.Chacana & P.C.Silva
9. Codium australicum P.C.Silva
10. Codium barbatum Okamura
11. Codium bartlettii C.K.Tseng & W.J.Gilbert
12. Codium bernabei A.V.González, M.E.Chacana & P.C.Silva
13. Codium bilobum M.Nizamuddin
14. Codium boergesenii M.Nizamuddin
15. Codium brandegeei Setchell & N.L.Gardner
16. Codium bursa (Olivi) C.Agardh
17. Codium campanulatum P.C.Silva & M.E.Chacana
18. Codium capitatum P.C.Silva
19. Codium capitulatum P.C.Silva & Womersley
20. Codium carolinianum Searles
21. Codium cerebriforme Setchell
22. Codium chazaliei Weber Bosse
23. Codium cicatrix P.C.Silva
24. Codium coactum Okamura
25. Codium contractum Kjellman
26. Codium convolutum (Dellow) P.C.Silva
27. Codium coralloides (Kützing) P.C.Silva
28. Codium corymbosum M.Nizamuddin
29. Codium cranwelliae Setchell
30. Codium cylindricum Holmes
31. Codium dawsonii P.C.Silva, F.F.Pedroche, M.E.Chacana & K.A.Miller
32. Codium decorticatum (Woodward) M.Howe
33. Codium decumbens Martius
34. Codium desultorium P.C.Silva & M.E.Chacana
35. Codium dichotomum S.F.Gray
36. Codium dilatatum (Rafinesque) Delle Chiaje
37. Codium dimorphum Svedelius
38. Codium distichium A.C.Brown & N.Jarman
39. Codium duthieae P.C.Silva
40. Codium dwarkense Børgesen
41. Codium edule P.C.Silva
42. Codium effusum (Rafinesque) Delle Chiaje
43. Codium elisabethiae O.C.Schmidt
44. Codium extricatum P.C.Silva
45. Codium faridii M.Nizamuddin
46. Codium fastigiatum M.Nizamuddin
47. Codium fernandezianum Setchell
48. Codium fimbriatum M.Nizamuddin
49. Codium flabellatum P.C.Silva ex M.Nizamuddin
50. Codium formosanum Yamada
51. Codium foveolatum M.Howe
52. Codium fragile (Suringar) Hariot
53. Codium galeatum J.Agardh
54. Codium geppiorum O.C.Schmidt
55. Codium gerloffii M.Nizamuddin
56. Codium giraffa P.C.Silva
57. Codium globosum A.H.S.Lucas
58. Codium gongylocephalum Kraft
59. Codium gracile (O.C.Schmidt) Dellow
60. Codium guineënse P.C.Silva ex G.W.Lawson & D.M.John
61. Codium harveyanum Stechell
62. Codium harveyi P.C.Silva
63. Codium hawaiiense P.C.Silva & M.E.Chacana
64. Codium hawkesbayense M.Nizamuddin
65. Codium hubbsii E.Y.Dawson
66. Codium incognitum P.C.Silva
67. Codium indicum S.C.Dixit
68. Codium inerme P.C.Silva
69. Codium intermedium P.C.Silva & M.E.Chacana
70. Codium intertextum Collins & Hervey
71. Codium intricatum Okamura
72. Codium isaacii P.C.Silva
73. Codium isabelae W.R.Taylor
74. Codium islamii M.Nizamuddin
75. Codium isthmocladum Vickers
76. Codium johnstonei P.C.Silva
77. Codium kajimurae P.C.Silva & M.E.Chacana
78. Codium laevigatum M.Nizamuddin
79. Codium laminarioides Harvey
80. Codium latum Suringar
81. Codium lineare C.Agardh
82. Codium lucasii Setchell
83. Codium madagascariense Farghaly
84. Codium mamillosum Harvey
85. Codium manorense M.Nizamuddin
86. Codium megalophysum P.C.Silva
87. Codium minus (O.C.Schmidt) P.C.Silva
88. Codium minutissimum Noda
89. Codium mozambiquense P.C.Silva
90. Codium muelleri Kützing
91. Codium nanwanense J.S.Chang
92. Codium ovale Zanardini
93. Codium pakistanicum M.Nizamuddin
94. Codium papenfussii P.C.Silva
95. Codium papillatum C.K.Tseng & W.J.Gilbert
96. Codium parvulum (Bory ex Audouin) P.C.Silva
97. Codium pelliculare P.C.Silva
98. Codium pernambucense Oliveira-Carvalho & S.M.B.Pereira
99. Codium perriniae A.H.S.Lucas
100. Codium peruvianum (M.Howe) Setchell
101. Codium petaloideum A.Gepp & E.S.Gepp
102. Codium phasmaticum Setchell
103. Codium picturatum F.F.Pedroche & P.C.Silva
104. Codium platyclados R.Jones & Kraft
105. Codium platylobium Areschoug
106. Codium pocockiae P.C.Silva
107. Codium polymorphum P.Crouan & H.Crouan
108. Codium pomoides J.Agardh
109. Codium profundum P.C.Silva & M.E.Chacana
110. Codium prostratum Levring
111. Codium pseudolatum M.Nizamuddin
112. Codium pulvinatum M.J.Wynne & R.Hoffman
113. Codium recurvatum Verbruggen
114. Codium reediae P.C.Silva
115. Codium repens P.Crouan & H.Crouan
116. Codium reversum Kraft
117. Codium ritteri Setchell & N.L.Gardner
118. Codium robustum M.Nizamuddin
119. Codium saccatum Okamura
120. Codium saifullahii M.Nizamuddin
121. Codium schmiederi P.C.Silva, F.F.Pedroche & M.E.Chacana
122. Codium scindicola Setchell ex M.Nizamuddin
123. Codium setchellii N.L.Gardner
124. Codium shameelii M.Nizamuddin
125. Codium silvae Womersley
126. Codium simulans Setchell & N.L.Gardner
127. Codium skottsbergianum (Setchell) P.C.Silva
128. Codium spinescens P.C.Silva & Womersley
129. Codium spinulosum Y.Lee
130. Codium spongiosum Harvey
131. Codium stephensiae C.I.Dickinson
132. Codium strangulatum M.E.Chacana & P.C.Silva
133. Codium subantarcticum P.C.Silva
134. Codium subconstrictum Nizamuddin
135. Codium subtubulosum Okamura
136. Codium sursum Kraft & A.J.K.Millar
137. Codium tapetum Y.Lee
138. Codium taylorii P.C.Silva
139. Codium tenue (Kützing) Kützing
140. Codium tenuifolium S.Shimada, T.Tadano & J.Tanaka
141. Codium textile (Clemente) C.Agardh
142. Codium tomentosum Stackhouse - tipična
143. Codium tunue Kützing
144. Codium vermilara (Olivi) Delle Chiaje
145. Codium yezoense (Tokida) K.L.Vinogradova

## Vanjske poveznice
- Youtube - video zapis